# Dalle Olle

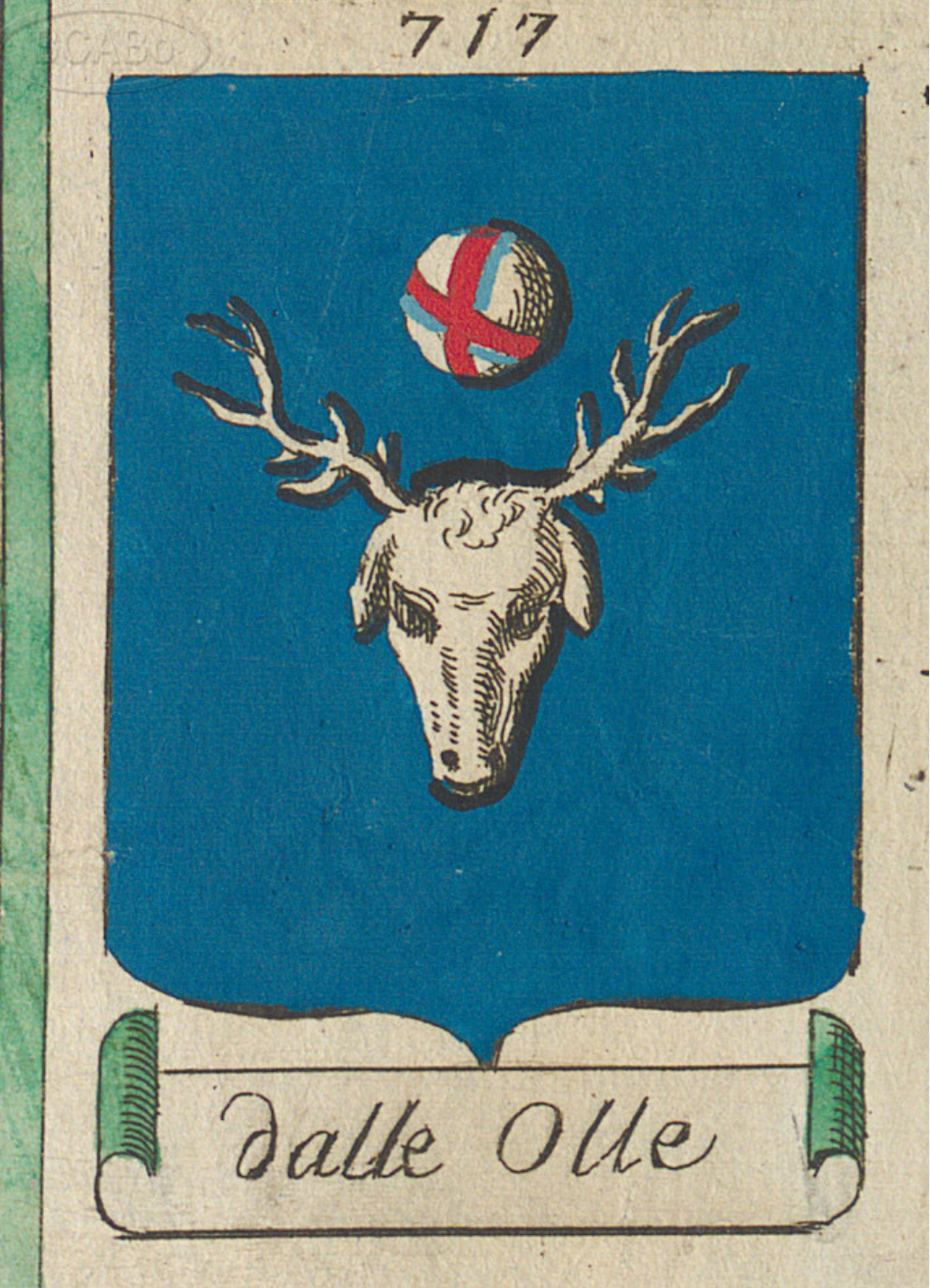
blasone famiglia dalle Olle di Floriano Canetoli1792

 I Dalle Olle sono un’antica ed illustre famiglia nobile patrizia di Bologna tutt'ora fiorente. Presa nel complesso essa rappresenta il tipo di nobiltà democratica medioevale, quella che sorgeva dalle funzioni dello Stato, conciliando l'antitesi tra due opposte tendenze incarnate, l'una nel popolo della città, l'altra nei baroni della campagna. 

## Storia
Le prime fonti che riguardano i dalle Olle risalgono al XIII sec. con Gerardo Anziano della città di Bologna. Il Collegio degli Anziani rappresentava la più alta magistratura dello Stato ed era formato da quattro fra nobili e notabili eletti per ogni quartiere cittadino.
La dimora in Bologna della famiglia risulta quindi essere stata nel quartiere di Porta Stiera, Cappella di Santa Maria Maggiore come emerge dai documenti conservati presso l'Archivio di Stato e piazza San Proloco come testimonia il Ghirardacci e documenti notarili presso l'Archivio Storico di Bazzano.
Dal 1400 amplia la sua residenza nella Val Samoggia (de Ollis de Samodia) dove vari membri ricoprono cariche di Vicari e notai presso l'Ufficio del Vicariato e del Capitanato della Montagna, prima di ritirarsi a vita privata come possidenti.
Un ramo della famiglia ebbe inoltre un ruolo nel tessuto sociale brasiliano a partire dal XIX secolo con il barone Flaminio dalle Olle e sua moglie Elisa Bartolini.

## Personaggi di rilievo
- Gerardo: Anziano e Console (1237)[4]
- Gian Battista di Gerardo: Capitano militare (sec. XIV)[4]
- Giacomo di Gerardo: Console di Porta Stiera (sec. XIV)[4]
- Albertino: Console (sec. XIV)[4]
- Giovanni di Albertino: Console porta S. Procolo (sec. XV)[4]
- Giacomo di Giovanni: Console, Paciere (sec. XV)[4]
- Giacomo di Rinonaccio: Candidato al Consolato di Giustizia (sec. XV)[4]
- Corrado: Anziano e Console (1301)[4]
- Gerardo di Domenico: Anziano (1300)[4]
- Gerardino di Gerardo: Anziano e Console (1283-96)[4]
- Ubaldino di Gerardo: Anziano e Console (1320-26)[4]
- Giovannino: di Bazzano che accompagnò fra' Salimbene nei suoi viaggi.[5]
- Gerardo di Gerardo: Anziano e Console (1320)[4]
- Giacomo di Albertino: Anziano e Console (1322)[4]
- Bonfigliolo di Giovanni: Anziano e Console (1322)[4]
- Gerardino di Gerardo: Gonfaloniere di Giustizia (1323)[4]
- Michele: cavaliere in aiuto di Firenze per l'assedio di Anchiano (1321)[4]
- Folco di Rolando: Paciere (1322)[4]
- Ghidino: Anziano e Console (1331)[4]
- Giacomo di Bartolomeo: Sapiente della Compagnia dei Notari (sec. XV)[4]
- Gherardo detto Gruetto: Giuriconsulto della città di Parma ucciso nel 1358 dal nipote Tommasino Vicedomini signore di Montecchio[6]
- Pietro: Vicario di Monteveglio (1401)[7]
- Pietro di Tommaso: Vicario di S. Lorenzo in Collina (1396)[7]
- Giacomo di Domenico: Vicario di S. Lorenzo in Collina (1463)[7]
- Ugolino: venne a parole con il Vicario di Giovanni d'Aragona, principe di Sicilia, che voleva imprigionare ingiustamente alcuni innocenti, facendoli così liberare. L'accaduto riguarda l'arrivo a Bologna nel settembre del 1458 di una delegazione Aragonese che fu accolta con grandi festeggiamenti ma anche diversi tumulti a cui Ugolino prese parte insieme al cugino Giovanni[8]
- Luigi: patriota al quale è dedicata l'omonima via in località Monte San Pietro (BO), nipote di Arturo (1892-1982) che fu Lanciere durante la prima guerra mondiale e cavaliere di Vittorio Veneto sposato con la nobildonna Mercede Lolli.

## Notai
La forte tradizione notarile della famiglia è attestata anche dal Cherubino Ghirardacci che menziona nella pagina 272 Giacomo di Bartolomeo come uno dei quattro sapienti della Compagnia de' Notari. Alcuni furono:
- Bartolomeo di Pietro (1408) [9]
- Bartolomeo di Domenico (1453)[9]
- Bonaccorso di Alberto (1338)[9]
- Domenico di Stefano (1405)[9]
- Domenico di Bartolomeo (1465)[9]
- Gaspare di Sigurano (1421)[9]
- Giacomo di Giovanni (1435)[9]
- Stefano di Benvenuto (1348)[9]
- Bartolomeus Petri de Olis de Terra Samodie (1410 Vicariato di S. Lorenzo in Collina) [7]
- Petrus de Olis (1401 Vicariato di Monteveglio)[7]
- Iacobus Ihoanis de Olis de Samodia (1435 Vicariato di Savigno)[7]
- Bartolomeus Petrim olim Guidonis de Olis de Samodia (1417 - 1426 Vicariato di Serravalle)[7]
- Petrus de Oleus (1552 Vicariato di Serravalle)[7]
- Iacobus quondam Dominici de Oleo (1462 Vicariato di S. Lorenzo in Collina)[7]
- Fulvius de Oleus (1593 Registro del Capitanato di Bazzano)[7]

## Parentele
Molte le famiglie nobili e notabili con le quali i dalle Olle si sono legati, il Carrati nelle sue genealogie menziona Benvenuto dalle Olle imparentandolo col ramo dominante dei Bentivoglio (famiglia) nel 1318 attribuendogli il feudo della baronia di Torrione. Alcune sono:
- Paleotti
- Vicedomini da Montecchio[11]
- Bandini
- Generali
- Garagnani
- Bartolini
- Sandrolini
- Bacchini
- Zanoni
- Lolli
- Clò[12]

## Blasone
"D'azzurro al rincontro di cervo d'argento sormontato da un bisante dello stesso crociato di rosso."
Il cervo rappresenta la vigilanza militare, l'inclinazione all'esercizio della caccia, riservata ai nobili, il cavaliere ardito e cortese. 
Il bisante denota sovranità per il diritto di batter moneta.
La croce è una pezza onorevole di prim'ordine, si vuole che indichi chi fu alle gloriose crociate.
La prevalenza d'azzurro, invece, indica la devozione, la fedeltà, la castità, la giustizia, la santità, la bellezza, la nobiltà, la vigilanza, la vittoria, la perseveranza, la ricchezza, l'amore per la patria, la fama gloriosa.
Blasone Bolognese